# Campeonato Mundial de Ginástica Artística de 2009 - Solo feminino
A competição de solo feminino do Campeonato Mundial de Ginástica Artística de 2009 teve sua final disputada no dia 18 de outubro. A qualificatória que definiu as ginastas finalistas foi disputada em 14 de outubro

## Medalhistas
| Ouro   | GBR Elizabeth Tweddle |
| Prata  | AUS Lauren Mitchell   |
| Bronze | CHN Sui Lu            |

## Resultados

### Qualificatória
Esses são os resultados da qualificatória.
| Pos. | Ginasta                | Total  | Nota |
| ---- | ---------------------- | ------ | ---- |
| 1    | RUS Anna Myzdrikova    | 14,500 | Q    |
| 2    | CHN Sui Lu             | 14,275 | Q    |
| 3    | ROU Ana Porgras        | 14,175 | Q    |
| 4    | GBR Elizabeth Tweddle  | 14,075 | Q    |
| 5    | AUS Lauren Mitchell    | 14,050 | Q    |
| 6    | COL Jessica Gil Ortíz  | 14,050 | Q    |
| 7    | CHN Deng Linlin        | 14,000 | Q    |
| 8    | USA Rebecca Bross      | 13,950 | Q    |
| 9    | USA Kayla Williams     | 13,900 | R    |
| 10   | FRA Youna Dufournet    | 13,625 | R    |
| 11   | ESP Ana María Izurieta | 13,525 | R    |

- Q - qualificada para a final
- R - reserva

### Final
Esses são os resultados da final.
| Pos. | Ginasta                   | Nota D | Nota E | Pen. | Total  |
| ---- | ------------------------- | ------ | ------ | ---- | ------ |
|      | GBR Elizabeth Tweddle     | 6,100  | 8,550  |      | 14,650 |
|      | AUS Lauren Mitchell       | 5,800  | 8,750  |      | 14,550 |
|      | CHN Sui Lu                | 5,700  | 8,600  |      | 14,300 |
| 4    | RUS Anna Myzdrikova       | 5,900  | 8,375  |      | 14,275 |
| 5    | USA Rebecca Bross         | 5,700  | 8,425  |      | 14,125 |
| 5    | ROU Ana Porgras           | 5,500  | 8,625  |      | 14,125 |
| 7    | CHN Deng Linlin           | 5,400  | 8,475  |      | 13,875 |
| 8    | COL Jessica Gil Ortíz [a] | 0,900  | 2,075  |      | 2,975  |

a.^  Jessica Gil Ortíz sofreu uma contusão durante a apresentação e não completou sua rotina.